# Estación de Tíjola
Tíjola fue una estación de ferrocarril situada en el municipio español de Tíjola, en la provincia de Almería. 

## Situación ferroviaria
Las instalaciones se encontraban situadas en el punto kilométrico 93,7 de la línea férrea de ancho ibérico Lorca-Baza, a una altitud de 662 metros sobre el nivel del mar. Este trazado formaba parte a su vez del ferrocarril Murcia-Granada, que disponía de varios kilometrajes distintos.

## Historia
La estación de Tíjola se inauguró el 10 de septiembre de 1894. Esta estación recibía el mineral de hierro de Cuevas Negras (Bayarque) por un cargadero que estaba situado a 600 metros de la estación. En 1916 dejó de recibir mineral por el hundimiento de las minas. Esta estación estaba ramificada con la de  Serón en mercancías tal y como indican los documentos de RENFE de la época. Fue cerrada el 1 de enero de 1985. En 1997 se puso en la estación un tren turístico que fracasó en 2003 tras la rotura de un cambio de agujas de la estación, el que hay al final dirección Purchena, actualmente situado a las entradas de la estación. La vía de la estación se la llevaron en 2005. Actualmente es utilizada por el ayuntamiento de Tíjola excepto el edificio de viajeros de uso residencial. También dispone de un bar de los vecinos cercanos a la estación. La estación está aún bien conservada, sin restaurar.

## Instalaciones ferroviarias
La estación de Tíjola en su día tuvo edificio de viajeros, servicios, un aprovisionador de agua, 2 depósitos (uno de ellos con otro aprovisionador), un tope de fin de vía móvil, un almacén con su muelle, una báscula, casetas de pesaje, control de gálibo, una caseta de guardagujas y una caseta de guardavía.